# Zarządzanie strategiczne
Zarządzanie strategiczne – proces informacyjno-decyzyjny (wspomagany funkcjami planowania, organizacji i kontroli), którego celem jest rozstrzyganie o kluczowych problemach działalności przedsiębiorstwa, o jego przetrwaniu i rozwoju ze szczególnym uwzględnieniem oddziaływań otoczenia i węzłowych czynników własnego potencjału wytwórczego.
Organizacje powoływane na czas nieokreślony mają własny cel, niezależny od misji bądź celów, dla których zostały powołane – przetrwać jak najdłużej w zmiennym środowisku. Z punktu widzenia tego celu organizację postrzega się jako podmiot tworzący wartości dla jej kontrahentów społecznych (interesariuszy) oraz wymieniający z nimi te wartości na inne wartości (np. zasoby, akceptację społeczną) niezbędne jej do przetrwania i rozwoju. Ponadto większość organizacji gospodarczych i wiele organizacji społecznych na otwartym rynku konkuruje z innymi podmiotami.
Zapewnienie długoterminowego przetrwania organizacji jest zadaniem zarządzania strategicznego. Do zarządzania strategicznego zalicza się zazwyczaj:
- formułowanie wizji, misji i celów strategicznych organizacji,
- konkretyzację strategii (ang. Strategy Deployment), zazwyczaj do postaci polityki kierownictwa,
- zapewnienie kluczowych zasobów: finansowanie organizacji, zapewnienie personelu, kształtowanie harmonijnych relacji z kluczowymi kontrahentami społecznymi,
- formułowanie strategii walki konkurencyjnej i kierowanie (albo co najmniej nadzór nad) realizacją tej strategii,
- zarządzanie ryzykiem, często zaliczane do zarządzania finansowego,
- zarządzanie zmianą,
- zarządzanie rozwojem organizacji,
- zarządzanie z wizją,
- zarządzanie kryzysowe,
- zarządzanie wartością przedsiębiorstwa,
- formułowanie polityki fuzji i przejęć oraz realizacja tej polityki.

Niekiedy do zarządzania strategicznego zaliczana jest także rachunkowość zarządcza, która właściwie jest metodologią oceny stanu zarządzania, stosowaną także do symulacyjnej analizy planów strategicznych i średnioterminowych organizacji. W niektórych organizacjach do zarządzania strategicznego zalicza się także utrzymywanie kontaktów z kluczowymi klientami (ang. key accounts).
Rozpowszechniony jest tradycyjny pogląd, że do zadań zarządzania strategicznego należy także kształtowanie struktur organizacji, które – ponoć – mają być podporządkowane strategii (celom strategicznym). W praktyce trudno znaleźć dowody na to, że powiązanie takie zawsze jest konieczne. Niemniej jednak, z uwagi na wymogi prawa handlowego lub innego (np. cywilnego) w wielu krajach zarządy organizacji odpowiedzialne są także za kształtowanie struktur organizacyjnych oraz podejmowanie decyzji w sprawach funduszy, np. funduszu zapasowego i funduszu rozwoju, czy funduszu socjalnego.

## Szkoły zarządzania strategicznego

### Szkoła ewolucyjna
Koncepcja ta traktuje strategię organizacji jako spójny wzorzec działania firmy. Zakłada, że proces budowania strategii jest zależny od kultury organizacyjnej, czynników zewnętrznych otoczenia i dlatego nie może być w pełni racjonalny.

### Szkoła planistyczna

Diagram analizy SWOT

Stworzona w latach sześćdziesiątych. Główną przesłanką tego podejścia było założenie, że organizacja dzięki budowaniu planów strategicznych może kształtować świadomie swoją przyszłość. Zakłada, że budowa strategii jest racjonalnym procesem, który polega na analizie otoczenia, sił oraz słabości firmy i budowaniu planów strategicznych.
Szkoła ta wprowadza pojęcie otoczenia posługując się analizą SWOT.

### Szkoła prostych reguł
Istotą tej koncepcji, jest budowanie przewagi konkurencyjnej na bazie umiejętności wykorzystywania szans jakie przytrafiają się organizacji.

### Szkoła realnych opcji
Korzysta z dorobku teorii opcji w finansach. Zakłada, że otoczenie to jedna wielka niepewność. Podważa sens realizowania wielkich inwestycji jako całościowego projektu. Twórcy tej szkoły sugerują, że lepszym rozwiązaniem jest rozbijanie dużych projektów strategicznych na mniejsze, zapewniając sobie opcje kolejnych ruchów. W ujęciu tej koncepcji, strategie należy rozumieć jako stopniowe wchodzenie po schodach do góry, z zachowaniem sobie w każdym momencie prawa do rezygnacji.